# Silvester Takač
Silvester Takač (cyr.: Силвестер Такач, ur. 8 listopada 1940 w Đurđevie) – serbski piłkarz występujący na pozycji pomocnika lub napastnika. Reprezentant Jugosławii. Trener piłkarski.

## Kariera klubowa
Takač karierę rozpoczynał w sezonie 1958/1959 w pierwszoligowej zespole Vojvodinie. W sezonie 1961/1962 wywalczył z nią wicemistrzostwo Jugosławii, a w sezonie 1965/1966 mistrzostwo Jugosławii. Na początku 1967 roku przeszedł do francuskiego Stade Rennais. W Division 1 zadebiutował 8 stycznia 1967 w przegranym 0:4 meczu z Sedanem. 22 stycznia 1967 w wygranym 3:0 pojedynku z RC Lens strzelił swojego pierwszego gola w Division 1. Graczem Stade Rennais był do końca sezonu 1968/1969.
W 1969 roku Takač odszedł do belgijskiego Standardu Liège. W sezonach 1969/1970 oraz 1970/1971 wywalczył z nim mistrzostwo Belgii, a w sezonie 1972/1973 wicemistrzostwo Belgii. Dwukrotnie dotarł też do finału Pucharu Belgii (1972, 1973). W 1974 roku zakończył karierę.

## Kariera reprezentacyjna
W reprezentacji Jugosławii Takač zadebiutował 10 kwietnia 1960 w przegranym 1:2 meczu kwalifikacji Letnich Igrzysk Olimpijskich z Izraelem. W tym samym roku zdobył złoty medal na tych igrzyskach. W 1964 roku ponownie wziął udział w Letnich Igrzyskach Olimpijskich, tym razem zakończonych przez Jugosławię na ćwierćfinale.
W latach 1960–1966 w drużynie narodowej Takač rozegrał 15 spotkań i zdobył 2 bramki.

## Kariera trenerska
W swojej karierze trenerskiej Takač prowadził zespoły DJK Konstanz, RFC Liège, FC Sochaux-Montbéliard, Racing Club de France, US Créteil-Lusitanos, OGC Nice, Raja Casablanca oraz CS Sfaxien. W 1988 roku wraz z Sochaux dotarł do finału Pucharu Francji.